# Juan Alberto Larrea
Juan Alberto Larrea (Lanús, Provincia de Buenos Aires, 15 de julio de 1993) es un futbolista argentino. Juega de defensor en el Panthrakikos, de la Gamma Ethniki, tercera división de Grecia.

## Carrera

### Ferro Carril Oeste
Larrea llegó con 17 años a Ferro Carril Oeste y dos años después fue parte de la pretemporada junto al plantel profesional. Ese mismo año debutó en la Primera B Nacional, ingresando a los 38 minutos del segundo tiempo por Matías Carabajal, en el empate del 1 de septiembre por 1-1 frente a Independiente Rivadavia . El primer partido como titular llegó meses después, en lo que sería derrota frente a Sarmiento de Junín.

### Comunicaciones
En 2014, tras varios años en el Verde, Larrea es prestado por 18 meses a Comunicaciones, equipo de la Primera B. La cesión finalmente dura solo 6 meses debido a que el defensor no tiene minutos con el Cartero.

### Vuelta a Ferro Carril Oeste
Tras su paso por Comunicaciones, Larrea volvió a Ferro, aunque siguió teniendo pocas oportunidades, jugando apenas 16 partidos en 2 temporadas.

### Cañuelas
Su poca continuidad hizo que Larrea se convierta en jugador de Cañuelas en 2016. Sus buenas actuaciones hicieron que el club termine tercero y juegue el torneo reducido. Además, convirtió sus primeros goles como profesional: contra Deportivo Laferrere y Dock Sud.

### Quilmes
Después de demostrar un buen nivel en la Primera C, Juanla se convirtió en refuerzo de Quilmes para la temporada 2017-18 de la Primera B Nacional.
Debutó en la primera fecha del torneo, partido que terminó 0-0 contra Sarmiento de Junín. Convirtió su primer gol en la categoría el 27 de febrero en la goleada por 3-0 sobre Brown de Adrogué. El central fue un jugador importante en la vuelta de Quilmes a la segunda división, jugando la mayor parte del torneo como titular.
En su segunda temporada, a pesar de haber tenido varios minutos, tuvo un rol secundario dentro del plantel. Aun así, convirtió su segundo gol en el club, esta vez contra Independiente Rivadavia.

### Apollon Smyrnis
Sus buenas actuaciones hicieron que Juan Larrea tenga su primera experiencia en el extranjero, más precisamente en el Apollon Smyrnis, de la Segunda Superliga de Grecia.
En su primera temporada fue titular en la mayor parte del torneo y batió su récord de más goles en una temporada, con 2 anotados hasta el momento.

## Estadísticas
- Actualizado hasta el 13 de septiembre de 2023.

| Ferro Carril Oeste Argentina | 2.ª                 | 2011-12             | 0    | 0  | 0 | 0 | - | - | 0    | 0  | 0,00 |
| Ferro Carril Oeste Argentina | 2.ª                 | 2012-13             | 14   | 0  | 0 | 0 | - | - | 14   | 0  | 0,00 |
| Ferro Carril Oeste Argentina | 2.ª                 | 2013-14             | 5    | 0  | 0 | 0 | - | - | 5    | 0  | 0,00 |
| Ferro Carril Oeste Argentina | 2.ª                 | 2015                | 9    | 0  | 0 | 0 | - | - | 9    | 0  | 0,00 |
| Ferro Carril Oeste Argentina | 2.ª                 | 2016                | 8    | 0  | 0 | 0 | - | - | 8    | 0  | 0,00 |
| Ferro Carril Oeste Argentina | Total club          | Total club          | 36   | 0  | 0 | 0 | - | - | 36   | 0  | 0,00 |
| Comunicaciones Argentina | 3.ª                 | 2014                | 0    | 0  | 0 | 0 | - | - | 0    | 0  | 0,00 |
| Comunicaciones Argentina | Total club          | Total club          | 0    | 0  | 0 | 0 | - | - | 0    | 0  | 0,00 |
| Cañuelas Argentina | 4.ª                 | 2016-17             | 32   | 2  | 1 | 0 | - | - | 33   | 2  | 0,06 |
| Cañuelas Argentina | Total club          | Total club          | 32   | 1  | 1 | 0 | - | - | 33   | 1  | 0,03 |
| Quilmes Argentina | 2.ª                 | 2017-18             | 19   | 1  | - | - | - | - | 19   | 1  | 0,05 |
| Quilmes Argentina | 2.ª                 | 2018-19             | 13   | 1  | - | - | - | - | 13   | 1  | 0,07 |
| Quilmes Argentina | Total club          | Total club          | 32   | 2  | - | - | - | - | 32   | 2  | 0,06 |
| Apollon Smyrnis · Grecia | 2.ª                 | 2019-20             | 16   | 2  | 1 | 0 | - | - | 17   | 2  | 0,11 |
| Apollon Smyrnis · Grecia | Total club          | Total club          | 16   | 2  | 1 | 0 | - | - | 17   | 2  | 0,11 |
| Panachaiki · Grecia | 2.ª                 | 2020-21             | 18   | 1  | - | - | - | - | 18   | 1  | 0,05 |
| Panachaiki · Grecia | 2.ª                 | 2022-23             | 23   | 3  | 1 | 0 | - | - | 24   | 3  | 0,12 |
| Panachaiki · Grecia | Total club          | Total club          | 41   | 4  | 1 | 0 | - | - | 43   | 4  | 0,09 |
| Anagennisi Karditsa · Grecia | 2.ª                 | 2021-22             | 15   | 4  | 3 | 0 | - | - | 18   | 4  | 0,22 |
| Anagennisi Karditsa · Grecia | Total club          | Total club          | 15   | 4  | 3 | 0 | - | - | 18   | 4  | 0,22 |
| Panthrakikos · Grecia | 3.ª                 | 2023-24             | ?    | ?  | 2 | 0 | - | - | +2   | 0  | 0,00 |
| Panthrakikos · Grecia | Total club          | Total club          | ?    | ?  | 2 | 0 | - | - | +2   | 0  | 0,00 |
| Total en su carrera | Total en su carrera | Total en su carrera | +172 | 14 | 8 | 0 | - | - | +180 | 14 | ?    |
| (1) Las copas nacionales se refiere a la Copa Argentina y a la Copa de Grecia. (2) Las copas internacionales se refiere a la Copa Libertadores, a la Copa Sudamericana, a la Liga de Campeones de la UEFA y a la Liga Europa de la UEFA. (3) Media de goles por encuentro. No incluye goles en partidos amistosos. |                     |                     |      |    |   |   |   |   |      |    |      |